# Aguililla
Aguililla è una municipalità dello stato di Michoacán, nel Messico centrale, il cui capoluogo è la località omonima.
La municipalità conta 16.214 abitanti (2010) e ha un'estensione di 1.415,67 km².
Il nome della località ricorda una leggenda, secondo cui alcune aquile avrebbero difeso un bambino.